# Cooper Industries
Cooper Industries — основанная в США глобальная организация-производитель электрооборудования с годовым оборотом 5,4 миллиарда долларов США (по данным на 2011 год). Основанная в 1883 году, компания имеет семь подразделений, а именно Bussmann (устройства электрозащиты и плавкие вставки), Crouse-Hinds (англ.) и CEAG (взрывозащищённое оборудование), Halo и Metalux (светильники), Kyle и McGraw-Edison (англ., силовое оборудование). С таким широким спектром продукции, Cooper нацелен на несколько долгосрочных направлений: глобальная электрическая инфраструктура, необходимость повышения надёжности и продуктивности электросети, спрос на более энергоэффективную продукцию и необходимость электробезопасности.

## История
Компания Cooper Industries была основана в 1833 году братьями Чарльзом и Элиасом Купер. Компания начинала как литейный цех, находящийся в Маунт Вернон, Огайо, и изначально была названа как C&E Cooper Company. Первой продукцией были плуги, корыта, чайники и печки. В середине 19 века, компания сместила свои приоритеты на изготовление паровых двигателей и надеждах развития страны через железнодорожную сеть. В этот период компания разрабатывает тяговый двигатель Купера, инновация, которой ставят в заслугу основную движущую силу сдвига США из аграрного в промышленное государство.
Так как в конце 19 века наблюдался отказ от паровой системы в качестве движущей силы двигателя, компания опять сменила направление своих работ, на этот раз в направлении бензиновых двигателей. С приходом 20 века Cooper Industries стала лидером Америки в производстве двигателей внутреннего сгорания, благодаря которым началось активное развитие нефтяной промышленности. Этот период также знаменателен слиянием с компанией Bessemer Gas Engine. В 40-х годах Cooper играла свою роль во Второй Мировой войне, снабжая практически весь флот миноносцев США компонентами двигателей, а также знаменитые Корабли Свободы, которые перевозили 75 % всего груза, используемого силами Союзников. После войны, Cooper опять нацелилась на изменение мировой экономики. Так как компания планировала увеличить спектр выпускаемой продукции, Cooper расширилась в область электротехнической продукции, электросиловых установок, устройства автоматизации, приборы и аппаратуру. Важнейшие приобретения в этот период включают в себя Crouse-Hinds (1981) и McGraw-Edison (1985).
В последнее десятилетие 20-го века, Cooper претерпела период рационализации портфеля, снизив долю автомобильной и нефтяной части. В конце концов, Cooper сосредоточилась на двух основных сегментах — электротехническая продукция и решения по электробезопасности.
В феврале 2008 года Cooper Industries объявила о приобретении MTL Instruments Group plc. 30 ноября 2012 года Eaton объявила об окончании своего присоединения Cooper Industries.
13-миллиардное приобретение Cooper, величайшее за 101-летнюю историю Eaton, предполагало преобразования, которые бы расширили целевой сегмент рынка продукцией, услугами и усилило общее географическое покрытие, согласно мнению председателя Eaton, Alexander M. Cutler.

## Подразделения
Cooper Industries недавно была приобретена корпорацией Eaton, поэтому названия подразделений могут быть изменены.

### Cooper Lighting
Cooper Lighting производит светильники и сопутствующую продукцию для всемирного коммерческого, промышленного, жилищного и вспомогательных рынков. Продукция включает дорожное освещение, встроенное (LED, флюоресцентное, H.I.D.), аварийное, антивандальное, пейзажное и освещение в сложных условиях. Cooper Lighting приобрела много хорошо известных брендов с сохранением предлагаемой ими продукции.

### Cooper B-line
Cooper B-Line — это глобальный поставщик вспомогательных систем и корпусных решений для специальных инженерных применение в различных отраслях: коммерческой, промышленной, вспомогательной и OEM.

### Cooper Bussmann
Cooper Bussmann производит и продаёт великое множество плавких предохранителей северо-американского и европейского стандартов для энергетики, электронной и транспортной промышленности. Компания также продаёт промышленные решения и решения для мобильной электроники, а также индуктивности и трансформаторы.
- энергетика — поддержка инфраструктуры, автоматизация, возобновляемые источники и транспорт
- электроника — поддержка возобновляемых источников, автоматизация, передача энергии, компьютеры, связь, конечный потребитель
- транспорт — гибридные/электромобили, городской транспорт
- беспроводная — транспорт, промышленность, работа в тяжёлых условиях
- потребитель — вторичный автомобильный рынок, домашнее использование

### Cooper Safety
Cooper safety специализируется в системах предупреждения, сигнализации и безопасности. Включает в себя аварийное освещение, детекторы огня и сигнализация, связь в опасных зонах, системах жизнеобеспечения и охраны.

### Cooper Wiring Devices
Cooper Wiring Devices тесно работает с Cooper Lighting. Компания приобрела хорошо известные бренды, такие как Arrow Hart, ArrowLink, RhinoBox, Aspire, Aspire RF и MediaSync. Продукция компании включает в себя кабельные сборки, соединители для военных целей, домашние, коммерческие, выключатели, розетки, гнёзда, подводные кабели и коммуникационные порты.

### Cooper Power Systems
Cooper Power Systems, дочерняя от Cooper Industries организация — глобальные производитель и поставщик силовой электротехники и комплексных решений для утилитарных, коммерческих и промышленного рынка в секторы среднего и высоковольтного оборудования.
Компания поставляет большой спектр продукции и услуг, требуемых для преобразования, защиты, соединения и строительства основы электросиловых установок. Интеллектуальная аппаратура — регуляторы напряжения, конденсаторы, реклоузеры, переключатели, сенсоры и управление — в сочетании с остроумными программными решениями и безопасной связью позволяют покупателям увеличить продуктивность, оптимизировать эффективность вложений, улучшить надёжность системы и снизить её стоимость.

### Cooper Crouse-Hinds
Cooper Crouse-Hinds специализируется на взрывозащищённом оборудовании и продукции для защиты от опасных условий.